# Santa María de la Nuez
Santa María de la Nuez ist ein spanischer Ort im Pyrenäenvorland in der Provinz Huesca der Autonomen Gemeinschaft Aragonien. Der Ort gehört zur Gemeinde Bárcabo. Santa María de la Nuez hatte im Jahr 2015 zehn Einwohner. 

## Sehenswürdigkeiten
- Kirche Santuario de Santa María de la Nuez, erbaut im 16. Jahrhundert (Bien de Interés Cultural)

## Weblinks

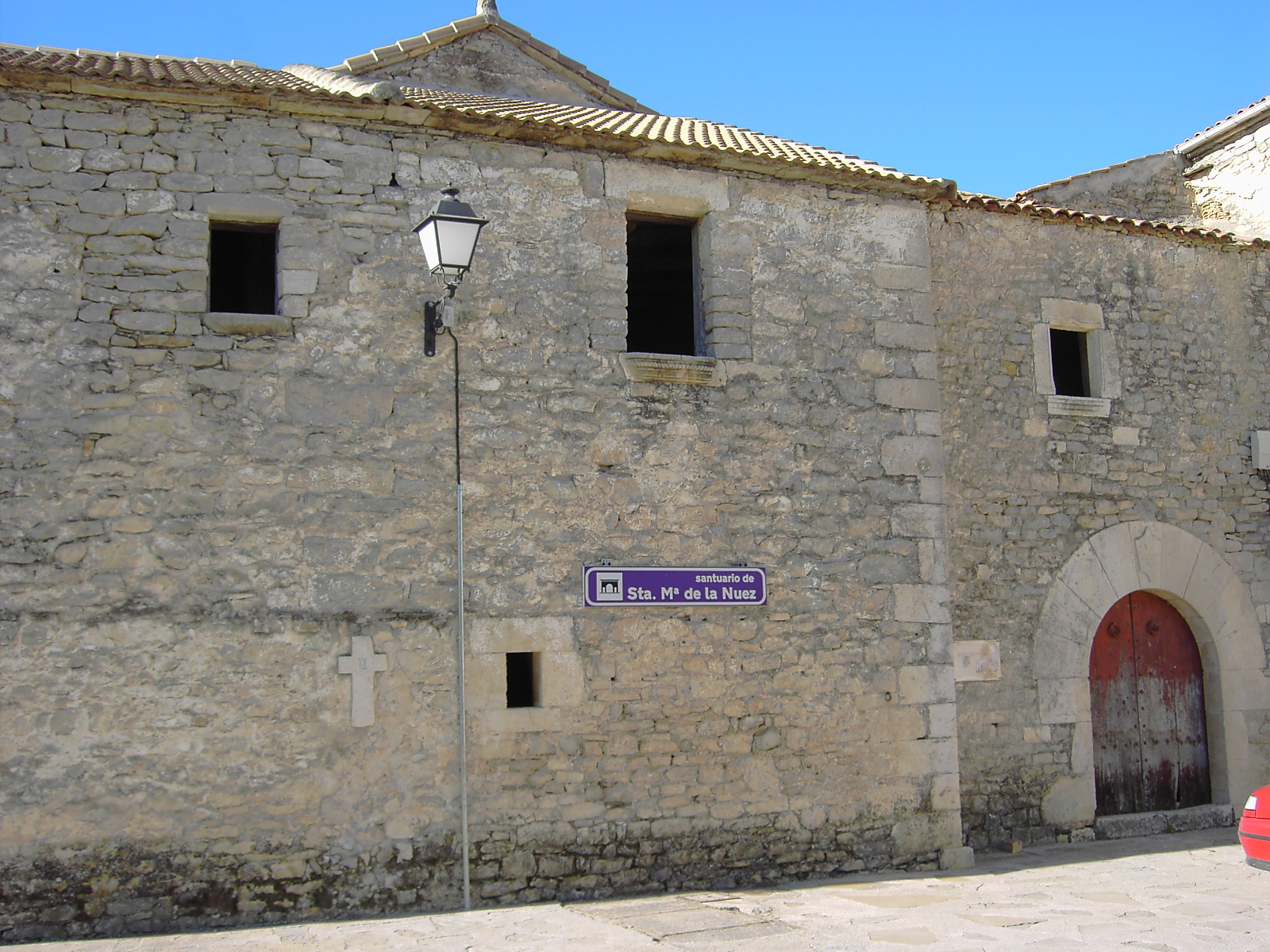
Santuario de Santa María de la Nuez